# Kirill Leonidowitsch Malzew
Kirill Leonidowitsch Malzew (russisch Кирилл Леонидович Мальцев; * 9. August 1986) ist ein russischer Bogenbiathlet.
Kirill Malzew lebt in Chabarowsk. Seine ältere Schwester Ksenija Malzewa war ebenfalls eine erfolgreiche Bogenbiathletin. Er gewann bei den Juniorenrennen der Bogenbiathlon-Weltmeisterschaften 2004 in Pokljuka den Titel im Sprint und mit der russischen Staffel und musste sich in Verfolgung und im Massenstartrennen nur seinem Landsmann Peter Salew geschlagen geben. Bei den letztmals ausgetragenen Weltmeisterschaften 2007 trat er erfolgreich bei den Männern an und gewann im Sprint hinter Takuya Yamada die Silbermedaille. Ein Jahr später war er bei den bislang letzten ausgetragenen internationalen Meisterschaften in der Sportart, den Bogenbiathlon-Europameisterschaften 2008 in Moskau, noch erfolgreicher und gewann das Massenstartrennen vor Pawel Borodin und Wladimir Jewtjukow. In Sprint und Verfolgung wurde er bei russischen Sechsfachsiegen Fünfter und Sechster. Er ist siebenfacher russischer Meister.

## Belege
1. ↑  Vovick: Список спортивной сборной команды России на 2009 год. (PDF) www.skiarchery.ru, 31. Mai 2010, archiviert vom Original am 1. Februar 2016; abgerufen am 30. Januar 2017 (russisch).  Info: Der Archivlink wurde automatisch eingesetzt und noch nicht geprüft. Bitte prüfe Original- und Archivlink gemäß Anleitung und entferne dann diesen Hinweis.
2. ↑  Offizielle Ergebnislisten (Memento vom 12. August 2012 im Internet Archive) (PDF; 464 kB)
3. ↑  Sports history of the mountain-skiing complex "AMUT SNOW LAKE" (Memento des Originals vom 29. März 2008 im Internet Archive)  Info: Der Archivlink wurde automatisch eingesetzt und noch nicht geprüft. Bitte prüfe Original- und Archivlink gemäß Anleitung und entferne dann diesen Hinweis.

| Personendaten    | Personendaten |
| ---------------- | --- |
| NAME             | Malzew, Kirill Leonidowitsch                                                                                       |
| ALTERNATIVNAMEN  | Malzew, Kirill; Maltsev, Kirill (englische Transkription); Mal'tsev, Kirill; Мальцев, Кирилл Леонидович (russisch) |
| KURZBESCHREIBUNG | russischer Bogenbiathlet                                                                                           |
| GEBURTSDATUM     | 9. August 1986 |